# Las Vegas Film Critics Society
Las Vegas Film Critics Society (LVFCS) è un'organizzazione no-profit, composta da una giuria di esperti cinematografici, con sede nell'area di Las Vegas, Stati Uniti. 
Assegna annualmente premi per il cinema, noti come Las Vegas Film Critics Society Awards o Sierra Awards, consegnati a partire dal 1997.